# Le avventure di Tennessee Buck
Le avventure di Tennessee Buck (The Further Adventures of Tennessee Buck) è un film del 1988, diretto da David Keith. Girato ed ambientato nello Sri Lanka, il film va considerato per lo più un cannibal movie, in quanto mantiene alcuni elementi che hanno caratterizzato questo sottogenere: l'ambientazione esotica, il ricorso a scene splatter o erotiche, la presenza dei cannibali.

## Trama
Tennessee Buck, un avventuriero alcolizzato e donnaiolo, viene assunto dal ricco Manchester e dalla sua bellissima moglie per guidarli in una spedizione nelle inospitali foreste dello Sri Lanka. Ma il viaggio si trasformerà subito in un incubo; braccati dai cannibali, i protagonisti incominciano una strenua lotta per la sopravvivenza che li vedrà però soccombere. Caduti in mano agli indigeni, Ken Manchester viene decapitato e la moglie viene violentata dal capo tribù; soltanto il tardivo intervento di Tennessee Buck permetterà a lui stesso ed alla donna un'insperata fuga dai cannibali.

## Critica
«Surrogato di Indiana Jones. Splendidi esterni dello Sri Lanka», il commento del dizionario Morandini che assegna al film due stelle su cinque di giudizio.

## Curiosità
Kathy Shower era stata eletta Playmate dell'anno 1986 dalla rivista Playboy.